# Carolinien
Le carolinien est une langue océanienne du sous-groupe micronésien, appartenant à la grande famille des langues austronésiennes, et parlée aux îles Mariannes (à Saipan, Anatahan et Agrigan). C'est une langue différente du chamorro. Elle est une langue officielle du commonwealth des îles Mariannes du Nord.
Elle tire son nom des îles Carolines voisines dont ses locuteurs proviennent selon toute vraisemblance, partis après un typhon ou un tremblement de terre. Parfois appelée sud-carolinien pour la distinguer du nord-carolinien, elle partage 95 % de son lexique avec le satawal et 88 % avec le woleai et le puluwat. Le nom vernaculaire des locuteurs est Refalawasch.
Un Carolinian-English dictionnary a été publié en 1991 par Frederick H. Jackson et Jeffrey C. Marck à Honolulu, University of Hawai'i Press.
Elle semble être parlée (en 1995) par 3 041 personnes dans les Mariannes du Nord, soit 5,2 % de la population (les locuteurs du chamorro y représentent 29,1 % de la population).